# Агрионии
Агрионии (лат. Agrionia, др.-греч. Άγριώνια) — у древних греков празднества в честь Диониса (Бахуса), называемого из-за них «агрионийским» (лат. Agrionius, др.-греч. Ἀγριώνιος); совершались в Орхомене в Беотии ночью, с участием одних женщин («губительниц») и жрецов Вакха. Мужья оставались дома в роли «скорбящих».

## История

### Возникновение
Обычай проведения ночного празднества зародился после случая безумства трёх сестёр, дочерей Миния: якобы они долго воздерживались от вакхического исступления, но наконец впали в него и, обезумев, запылали неодолимой страстью к человеческому мясу. Гиппас (Hippasus), сын одной из тех дочерей, Левкиппы (Leucippe), когда на него пал жребий, был ими заклан и съеден. Отсюда название дев — «губительницы» (όλοαι, oloai), а мужей — «скорбящие» (ψολόεις, psoloeis).

### Описание празднества
Начинался поисками исчезнувшего Диониса: девушки из рода Миния собирались перед храмом Бахуса и бросались с того места бежать; один из жрецов догонял их с мечом в руке и мог настигнутую убить, что случалось во времена Плутарха. Но в эпоху Павсания убийств избегали оттого, что один жрец за убийство был навсегда исключён из сословия жрецов.
После всеобщих возгласов, что Дионис укрылся у Муз, поиски прекращали и устраивали пиршество, затем обыкновенно задавали друг другу загадки. По этой причине собрания загадок, шарад и т. п. назывались «агриониями».